# 스티브 라이히
스티븐 마이클 라이히(Stephen Michael Reich, 1936년 10월 3일 ~ )는 1960년대 중반에서 후반의 미니멀리즘 음악의 발달에 기여한 것으로 알려진 미국의 작곡가이다.
그의 작품은 반복적인 형상, 느린 고조파 리듬, 카논 사용에 의해 두드러지는데, 〈It's Gonna Rain〉 (1965년), 〈Come Out〉 (1966년)에서 위상적 패턴을 만들기 위해 테이프 루프 사용을, 〈Pendulum Music〉 (1968년)과 〈Four Organs〉 (1970년)에서 간단한 청각 효과를 구현하였다. 《Music for 18 Musicians》 (1978년)은 미니멀리즘이 하나의 캠페인으로 자리잡게 도와주었고 1980년대에는 그의 유대교적 배경을 바탕으로 《Different Trains》 (1988년) 같은 작품을 만들기도 하였다.
라이히의 작곡 스타일은 미국의 많은 현대 작곡가와 그룹에 영향을 미쳤다. 가디언지에서 음악 평론가 앤드루 클레멘츠는 라이히가 음악사의 방향을 바꾼 살아있는 몇 안 되는 작곡가들 중 한 명이라고 주장하였다.

## 같이 보기
- 미니멀 음악